# 2021-es magyar futsalkupadöntő
A 2021-es magyar futsalkupadöntő volt a sorozat 14. döntője. A finálét a Futsal Veszprém és az MVFC Berettyóújfalu csapatai játszották. A találkozót 2021. május 23-án az Elek Gyula Arénában rendezték meg.

## Előzmények
A két döntős a bajnokságban már négyszer találkozott egymással. Kétszer az alapszakaszban, kétszer a rájátszásban. A mérleg egyoldalú, hiszen mindannyiszor a Mezei-Vill győzött.Két évvel ezelőtt Szigetszentmiklóson találkoztak már a fináléban és csak hosszabbítás után tudott nyerni a Berettyóújfalu.A mérkőzés helyszíne az Elek Gyula Aréna volt.

## A mérkőzés

### Részletek
| 2021. május 23. 19:30 |

| Futsal Veszprém                                                              | 7-4 (h. u.)       | MVFC Berettyóújfalu               |
| ---------------------------------------------------------------------------- | ----------------- | --------------------------------- |
| Antonio 16', 49' Tatai 19' Komáromi 31' Boromisza 39' Rutai 47' Komáromi 49' | (2-1) Jegyzőkönyv | Mauricio 8', 37' Pereire 38', 40' |

| Elek Gyula Aréna, Budapest Játékvezető: Zimonyi Péter (magyar) |

| Balaton Bútor FC Veszprém | MVFC Berettyóújfalu |

| a 2020-2021-es Magyar futsalkupa győztese |
| ----------------------------------------- |
| Balaton Bútor FC Veszprém 1. cím          |